# Lufthansa-Flug 005
Der Lufthansa-Flug 005 am 28. Januar 1966 war ein Linienflug der Lufthansa von Frankfurt nach Hamburg mit einer Zwischenlandung in Bremen. Während eines Durchstartmanövers stürzte die zweimotorige Propellermaschine kurz vor 19 Uhr hinter der Landebahn des Flughafens Bremen aus geringer Höhe auf einen zur Gemeinde Stuhr gehörenden Acker. Bei dem Absturz kamen alle 42 Passagiere und die vier Besatzungsmitglieder ums Leben.
Die Unfallursache konnte nicht zweifelsfrei geklärt werden, zumal die Maschine nicht mit einem Flugschreiber ausgerüstet war.

## Fluggerät
Die 1958 gebaute Convair CV-440 Metropolitan wurde mit dem Luftfahrzeugkennzeichen D-ABAB ab dem 18. Juli 1958 von der Deutsche Flugdienst GmbH (am 1. November 1961 in Condor Flugdienst umbenannt) betrieben. Die Lufthansa übernahm das Kurzstreckenflugzeug am 7. November 1961 mit dem neuen Kennzeichen D-ACAT. Zum Zeitpunkt des Unfalls hatte die Maschine 13.871 Flugstunden absolviert.

## Unfallhergang
Mit einer geringen Verspätung von acht Minuten startete die Maschine um 17:41 Uhr am Freitag, den 28. Januar 1966 von der Startbahn 25R des Flughafens Frankfurt in Richtung Bremen. Die Startmasse betrug 22.148 kg und entsprach damit fast dem für diesen Typ festgelegten höchstzulässigen Abfluggewicht von 22.544 kg. Mit dem Tankvorrat von 3200 Litern Flugbenzin wäre rein rechnerisch eine Flugdauer von 5 Stunden und 13 Minuten möglich gewesen. Dieser hohe Vorrat war nötig, weil die beiden Piloten wegen der schlechten Wetterlage im Norden der Bundesrepublik als sicheres Ausweichziel den Flughafen Stuttgart gewählt hatten.
Nach einem Reiseflug von ca. 30 Minuten auf Flugfläche 140 (14.000 Fuß (ft), entspricht 4270 Metern) begann um 18:40 Uhr der Landeanflug aus östlicher Richtung auf die Landebahn 27 des Bremer Flughafens. Die Temperatur betrug 4 Grad Celsius, die Wolkenuntergrenze lag unter 100 Metern. Wegen des starken Regens betrug die Bodensicht nur ca. 700 Meter. Die Windgeschwindigkeit lag bei neun Knoten aus Richtung 140 Grad. Die daraus resultierende Rückenwindkomponente, die bei der Landung auf die Maschine wirkte, betrug sechs Knoten. Für ihre Convair 440 erlaubte die Lufthansa bei Mindestwetterbedingungen im Anflug auf Bahn 27 des Flughafens Bremen maximal fünf Knoten Rückenwind. In den 1960er Jahren war der Bremer Flughafen noch nicht mit einem Präzisionsanflugradar (PAR) für den bodengesteuerten Anflug (GCA) versehen.
Der 48-jährige Flugkapitän Heinz Saalfeld setzte zum Endanflug an, leitete aber beim Überflug in etwa zehn Metern Höhe über Grund ein Durchstartmanöver (engl.: go-around) ein, das die Besatzung dem Tower nicht mehr mitteilte. Nach links abkippend und auf Gegenkurs zur Bahn 27 gehend, prallte um 18:51 Uhr die noch 21,5 Tonnen schwere Maschine 380 Meter südlich der Bahnmitte und 400 Meter westlich hinter dem damaligen Landebahnende auf den Boden. Nach einem zeitgenössischen Zeitungsbericht und dem zugehörigen Luftbild läge der Aufprallort 280 Meter ziemlich exakt südlich des Landebahnendes und damit 372 Meter ostsüdöstlich der im Untersuchungsbericht angegebenen Position. Beim Aufschlag entzündete sich das restliche Flugbenzin von ca. 2500 Litern und verursachte einen Flächenbrand, der von der Flughafenfeuerwehr nach 40 Minuten gelöscht werden konnte.
Zu dem Zeitpunkt forderte der Unfall in Bremen die meisten Opfer seit der Neugründung des Unternehmens im Jahre 1954 und war dessen vierter Totalverlust: Nach dem Absturz einer Lockheed Super Constellation beim Landeanflug auf den Flughafen Rio de Janeiro/Galeão am 11. Januar 1959 mit 36 Opfern (Lufthansa-Flug 502) hatte die Fluggesellschaft in den Jahren 1961 und 1964 zwei Boeing 720-030B bei Trainingsflügen über der Bundesrepublik Deutschland verloren, wobei jeweils alle drei Besatzungsmitglieder ums Leben kamen (siehe auch: Lufthansa-Zwischenfälle).

## Ursachen

ILS-Gleitpfad (glideslope) mit Aufsetzpunkt 1000 Fuß (305 Meter) hinter dem Beginn der Landebahn

Das Luftfahrt-Bundesamt (LBA) legte etwa ein Jahr später seinen Abschlussbericht vor und kam zu dem Ergebnis, dass der Absturz eine Verkettung von technischen und menschlichen Fehlern war.
Dem Bericht zufolge ist anzunehmen, dass das Anzeigeinstrument des ILS im Cockpit falsch anzeigte, sodass die Maschine im Instrumentenflug (umgangssprachlich auch „Blindflug“ genannt) oberhalb des vorgeschriebenen Gleitpfades (glideslope) flog. Als Flugkapitän Saalfeld nach Durchbrechen der niedrigen Wolkendecke (300 Fuß entspricht ca. 91 m) in den Sichtflug überging, unterschätzte er bei Dunkelheit und schlechter Sicht die noch verbliebene Höhe über Grund und überflog so den korrekten Aufsetzpunkt der damals 1909 Meter langen Bahn 27. Bei Fortsetzen des Sinkflugs wäre die Maschine nach dem Aufsetzen auf der restlichen zur Verfügung stehenden Bahn nicht mehr zum Stillstand gekommen, da bei dem aktuellen Landegewicht (mit max. 5 Knoten Rückenwind und 22-Grad-Stellung der Landeklappen) hierfür 1515 Meter erforderlich gewesen wären. Nach Überfliegen der halben Bahnlänge entschied der Flugkapitän daher, durchzustarten und das Fehlanflugverfahren einzuleiten. Bei der Rückkehr in den Instrumentenflug manövrierte er die Convair wohl in einen „überzogenen Flugzustand“, was dazu führte, dass die Strömung abriss und die Maschine mit dem Bug und der linken Tragfläche voran am Boden aufschlug. Bis auf die Hecksektion und die rechte Tragfläche wurde das Flugzeug völlig zerstört.
Die Untersuchung ergab, dass das Fahrwerk eingefahren und verriegelt war und die Landeklappen auf der Stellung 15 Grad standen. Die Drehzahlregler der beiden Motoren vom Typ P & W R-2800 CB-17 mit je 1863 kW Startleistung (2534 PS), deren Untersuchung keinerlei Fehlfunktion ergab, waren auf METO-Leistung (maximal power except take-off = Dauerleistung) eingestellt. Anzunehmen ist, dass die Crew die Motoren von Start- auf METO-Leistung zurückstellte, als sie das Abkippen der Convair bemerkte. An weiteren sicherheitsrelevanten Systemen wie Flugwerk und Steuerung konnten keine Fehler festgestellt werden.
Untersuchungen des Herstellers Convair im Jahr 1955 zum Flugverhalten der CV-440 Metropolitan ergaben, dass der Typ im überzogenen Zustand eine Rolltendenz nach links aufweist, die sich bei ausgefahrenen Landeklappen und höheren Triebwerksleistungen noch verstärkt. Um die Flugbereichsgrenzen nicht zu überschreiten, ist mit dem Einsetzen der Überziehwarnanlage (Schütteln am Steuerhorn) der Rollwinkel sofort mit starker ('heavy') Betätigung der Querruder zu korrigieren. Das Überziehverhalten der CV-440 war also eher mäßig und besonders in niedrigen Geschwindigkeitsbereichen als kritisch einzustufen.
Einem Artikel des Spiegel zufolge war die Maschine bei der Landung erheblich vereist, die Sicht für die Piloten fast unmöglich. Laut Unfallbericht konnte nicht ausgeschlossen werden, dass der Kapitän in der kritischen Landephase eine Herz-Kreislaufstörung hatte und die Maschine nicht mehr sicher führen konnte. Wegen der geringen Höhe konnte der Erste Offizier (Kopilot) Klaus Schadhof die Maschine dann nicht mehr abfangen. Eine forensisch-toxikologische Untersuchung der sterblichen Überreste des Flugkapitäns (Pilot In Command, PIC) war nicht möglich; die entsprechende Untersuchung der Leiche des Kopiloten ergab eine Blutalkoholkonzentration von 0,24 Promille.
Es wurden verschiedene Hypothesen über den Hergang des Absturzes von D-ACAT aufgestellt, jedoch konnte kein konkreter Grund ermittelt werden und der Untersuchungsbericht endete mit dem Satz: „Andere Ursachen können bei dem Unfall mitgewirkt haben.“
Flugkapitän Saalfeld war seit dem 28. August 1958 im Besitz der Verkehrspilotenlizenz und hatte das letzte fliegerärztliche Tauglichkeitszeugnis (Flight-Medical) am 16. August 1965 erhalten. Von seinen 5095 Stunden Flugerfahrung entfielen 1187 Stunden als Kommandant auf Convair CV-440. Zusätzlich hatte er die Musterberechtigung für die Turbopropmaschine Vickers Viscount. Der 27-Jährige Kopilot Klaus Schadhof war seit 1965 im Besitz des Luftfahrerscheins für Berufsflugzeugführer 2. Klasse und hatte 793 Stunden Flugerfahrung, davon 533 Stunden als Kopilot auf CV-440. Sein letztes Flight-Medical war am 4. Januar 1966.

## Opfer
An Bord der für 53 Passagiere ausgelegten Maschine saßen unter anderem sieben Schwimmer der italienischen Olympiamannschaft, ihr Trainer Paolo Costoli und ein italienischer Reporter, die zum 10. Internationalen Schwimmfest des Bremer Schwimmclubs (BSC von 1885) anreisten, das in den darauffolgenden Tagen im damaligen Zentralbad am Richtweg (heute Standort des Metropol Theaters Bremen) stattfand. Im folgenden Jahr wurde unweit der Absturzstelle zum Gedenken an diese Opfer vom Olympischen Komitee und dem Schwimmverband von Italien eine Stele mit den Namen ihrer ums Leben gekommenen Landsleute aufgestellt. Der am 4. März 1967 enthüllte Stein wurde 1991 an den heutigen Standort an der Norderländer Straße versetzt. Am 18. Mai 2019 wurde am gleichen Ort eine zweite Stele mit den Namen aller 46 Opfer enthüllt.
Die Schauspielerin Ada Tschechowa, Tochter von Olga Tschechowa und Mutter von Vera Tschechowa, befand sich auch unter den Opfern.

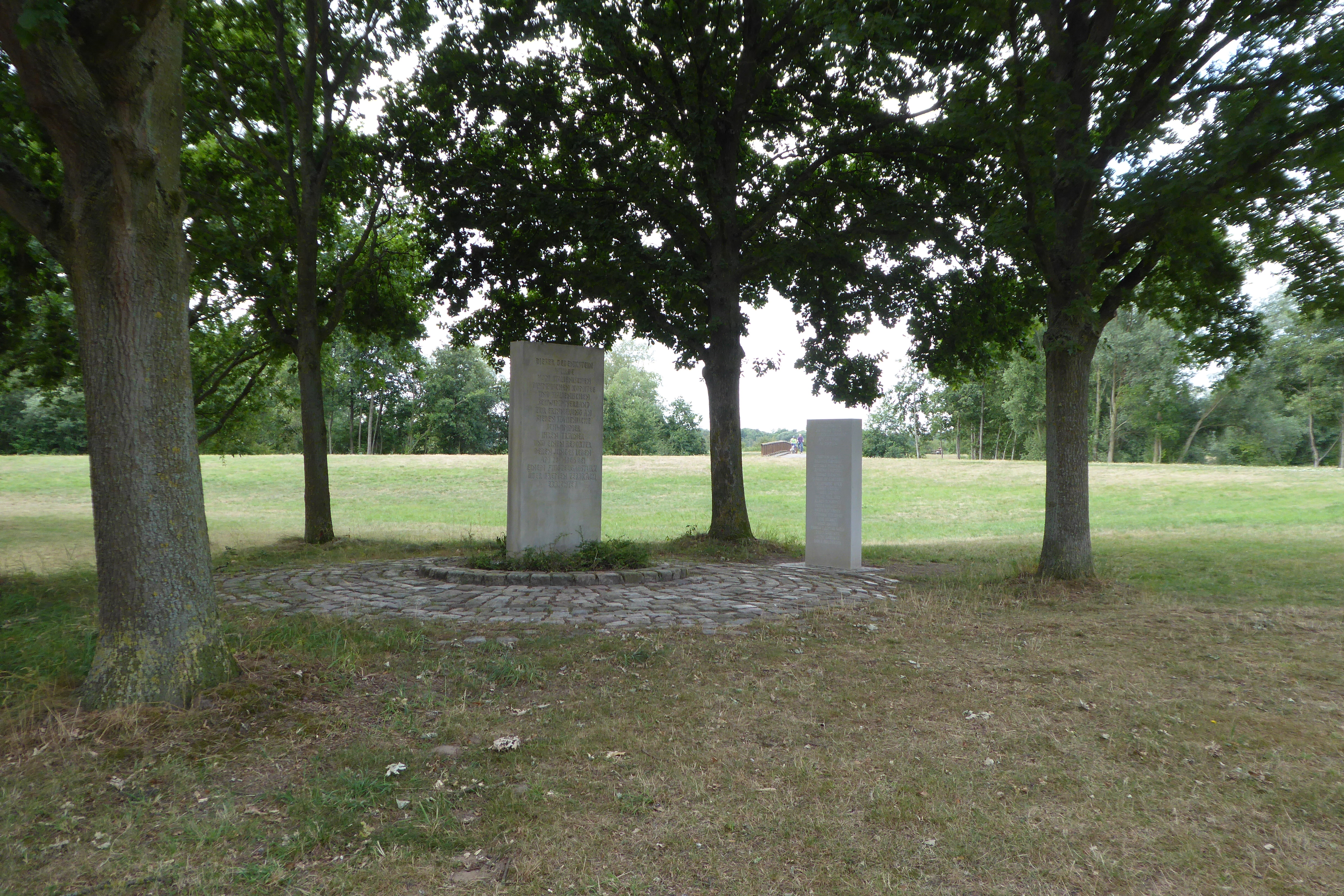
Park links der Weser: Gedenkstätte neben dem Parkplatz an der Norderländer Straße
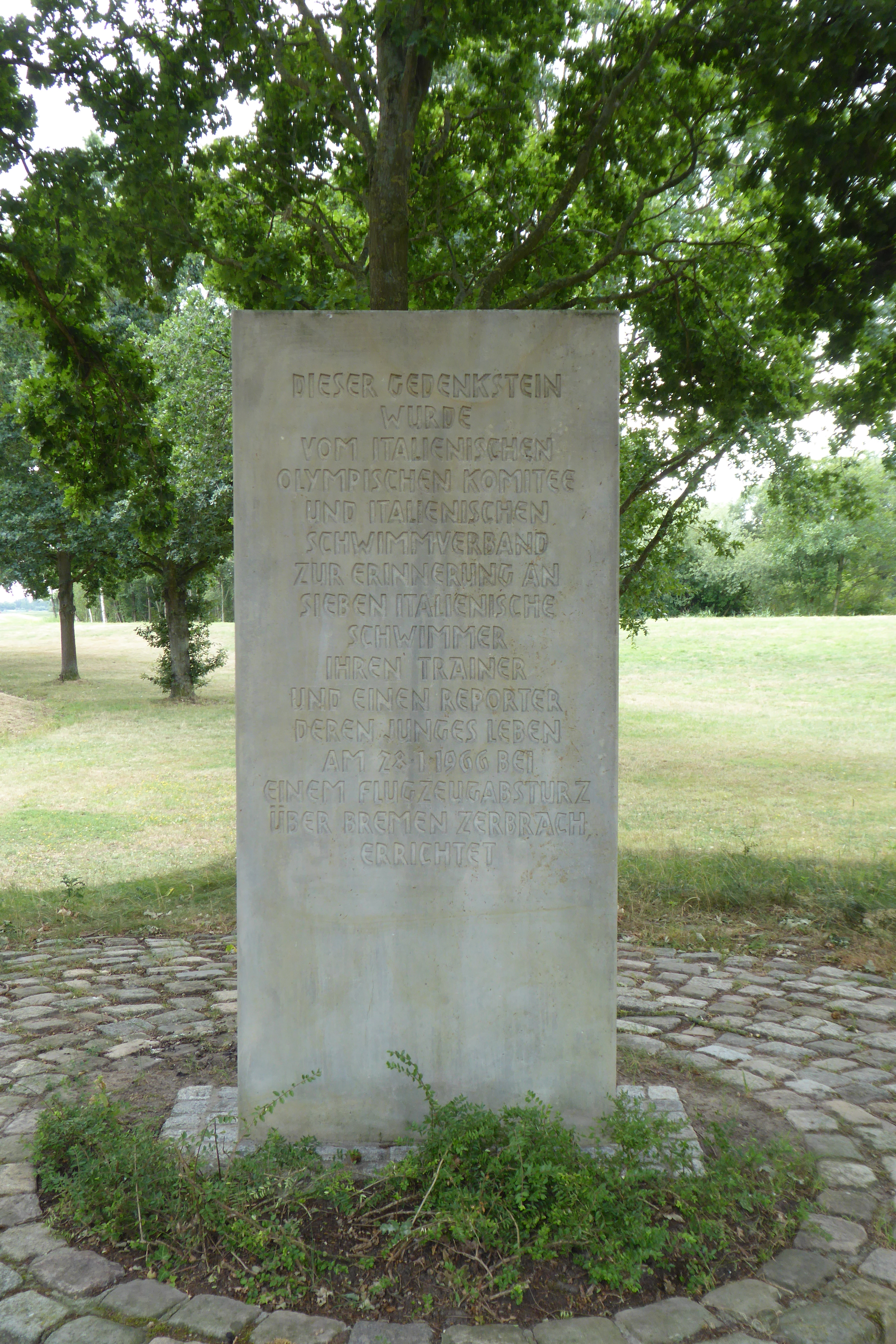
Gedenkstein von 1967 des Olympischen Komitees und des Schwimmverbandes von Italien (Rückseite, Vorderseite mit ital. Inschrift)
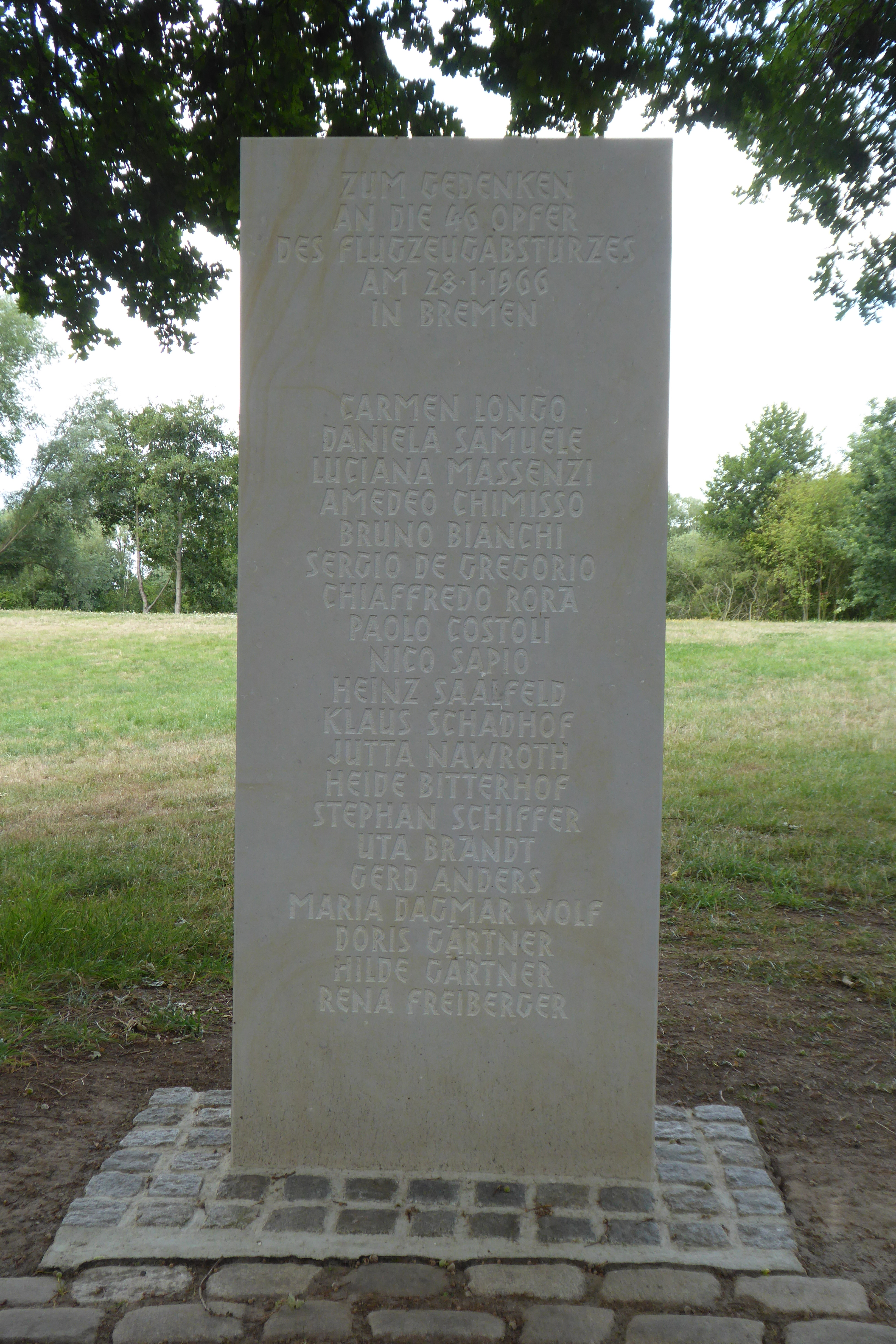
Gedenkstein von 2019 (Vorderseite)
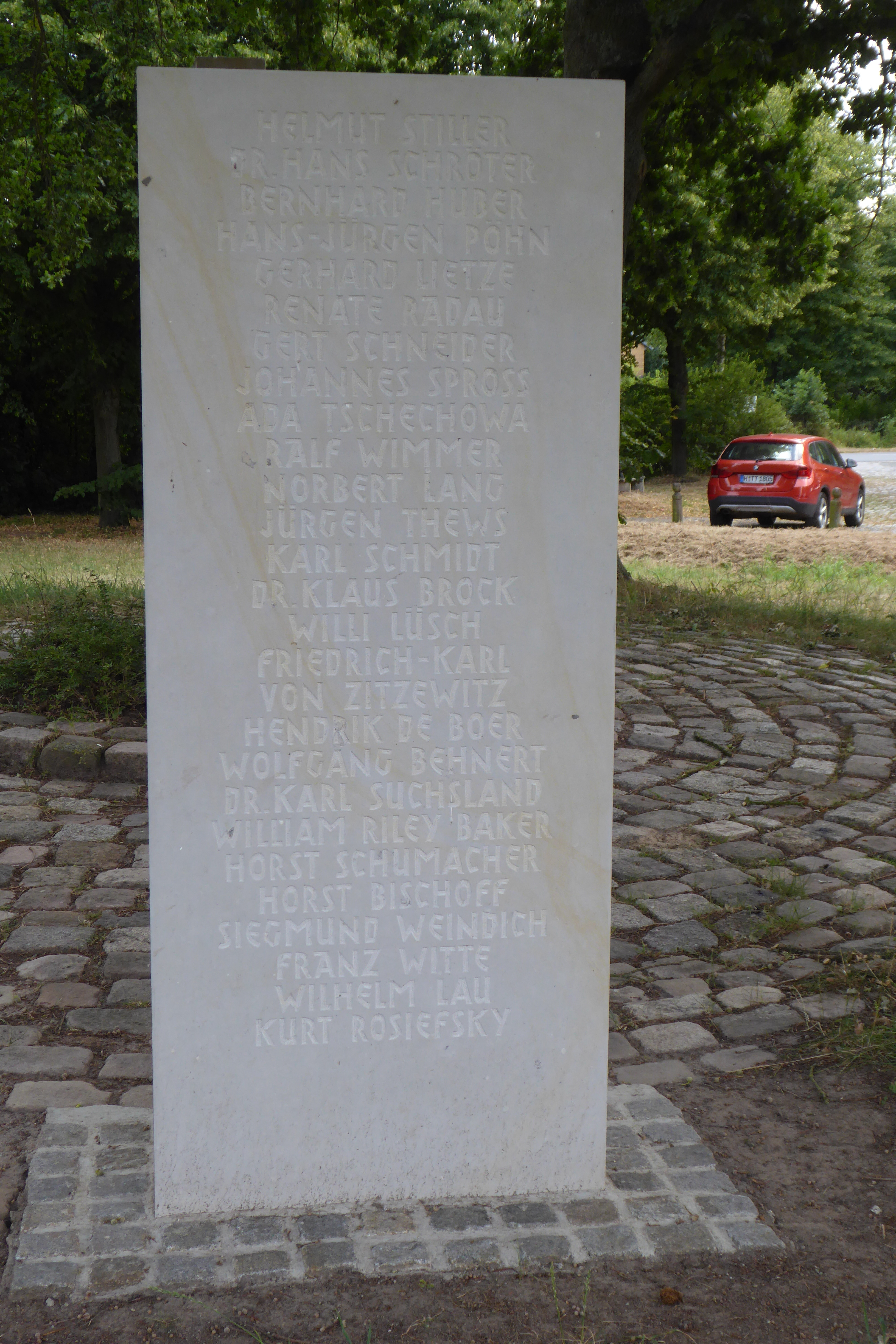
Gedenkstein von 2019 (Rückseite)